# Медведки (род)
Медве́дки (лат. Gryllotalpa «cверчок-крот», ср. также чеш. krtonožka «кротоножка») — род насекомых отряда прямокрылых.

## Морфология
Медведки — крупные насекомые, длина тела (без усов и церок) до 5 сантиметров. Брюшко примерно в 3 раза больше головогруди, мягкое, веретенообразной формы, диаметром у взрослых особей около 1 см. На конце брюшка заметны парные нитевидные придатки — церки, длиной до 1 см. Грудной панцирь твердый, строение его таково, что голова может частично убираться под его защиту. На голове хорошо заметны два больших сложных глаза, длинные усы-антенны и две пары щупалец, обрамляющих ротовой аппарат грызущего типа. Передняя пара конечностей у медведки видоизменена по сравнению с другими двумя, являясь превосходным инструментом для рытья земли. У взрослых особей крылья в сложенном состоянии имеют вид двух длинных тонких чешуй, часто превышающих длину брюшка.
Окраска тела тёмно-бурая.

## Образ жизни
Насекомые ведут преимущественно подземный образ жизни. На поверхность выбираются редко, в основном в ночное время суток.
Питаются в основном корнеплодами растений, дождевыми червями и насекомыми.
Медведки, прорывая ходы в почве, улучшают её аэрацию. Однако могут быть вредителем на сельскохозяйственных угодьях, потому что часто подгрызают корни культурных растений при прокладке туннелей.

## Размножение
Насекомые с неполным превращением.
Самка медведки делает на маленькой глубине в земле гнездо, куполообразный свод которого обычно несколько возвышается над поверхностью земли — для обеспечения лучшего прогрева кладки солнечными лучами. В кладке сотни яиц, из которых выходят личинки, формой тела напоминающие взрослую особь, только гораздо светлее. Личинки растут несколько лет, у нимф заметны зачатки крыльев.

## Классификация
Некоторые виды:
- Gryllotalpa africana Palisot de Beauvois — Африканская медведка
- Gryllotalpa fossor Scudder — Дальневосточная медведка
- Gryllotalpa gryllotalpa Linnaeus — Обыкновенная медведка
- Gryllotalpa stepposa Zhantiev — Степная медведка
- Gryllotalpa unispina Saussure — Одношипная, или Стройная, или Туркестанская медведка

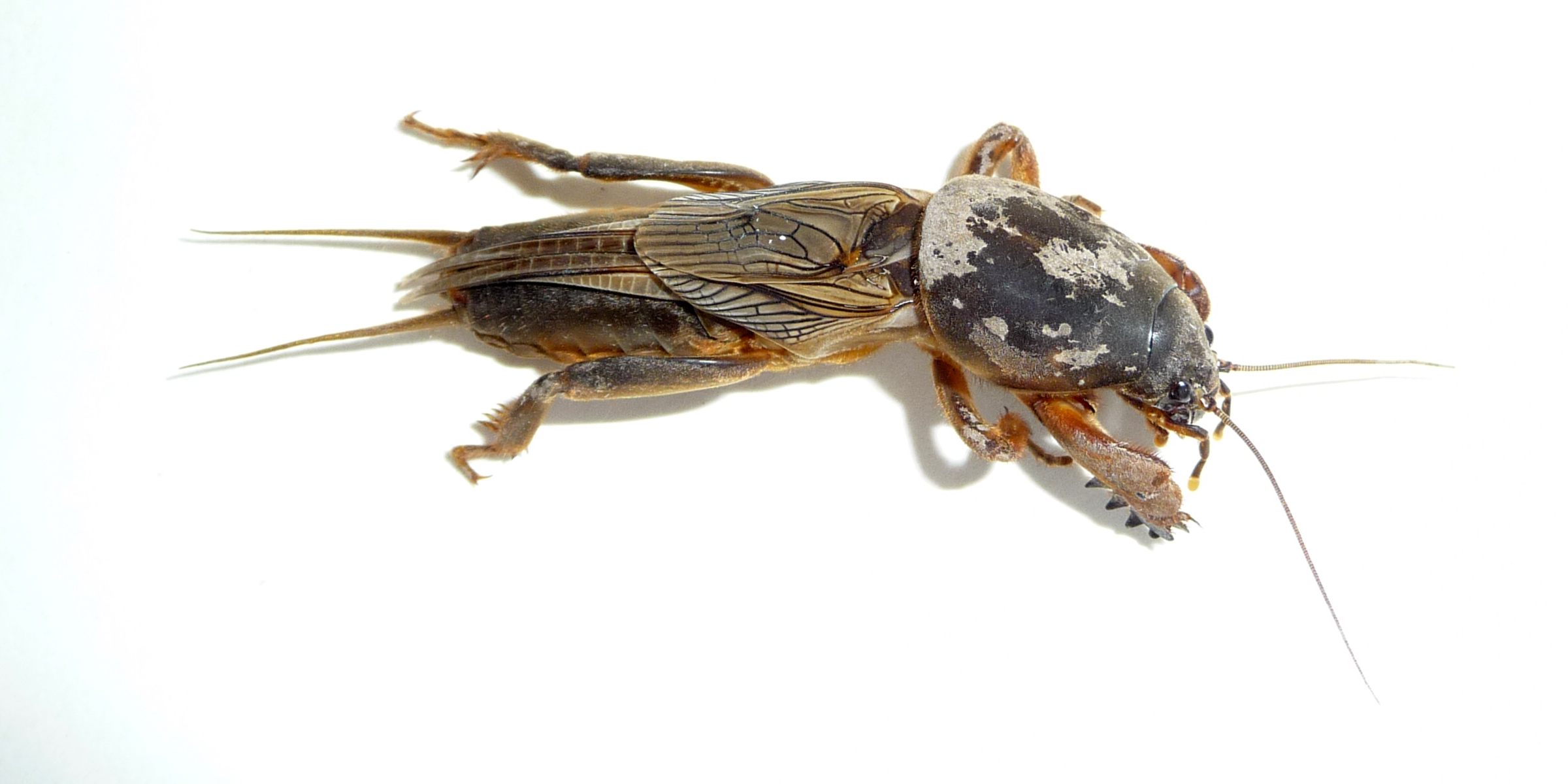
Gryllotalpa gryllotalpa

Ранее относимый к данному роду американский вид Gryllotalpa hexadactyla Perty (Десятипалая медведка) классифицируется как представитель отдельного рода — Neocurtilla hexadactyla